# Борове (Шептицький район)
Борове́ — село в Україні, у Шептицькому районі Львівської області. Населення становить 464 особи. Орган місцевого самоврядування — Великомостівська міська рада.

## Історія
За півкілометра від північно-східної околиці села на правому березі річки Желдець біля моста, на піщаній дюні знайдено мезолітичну стоянку. Сьогодні територія зруйнована.

## Населення

### Мова
Розподіл населення за рідною мовою за даними перепису 2001 року:
| Мова       | Кількість | Відсоток |
| ---------- | --------- | -------- |
| українська | 462       | 99.56%   |
| російська  | 1         | 0.22%    |
| білоруська | 1         | 0.22%    |
| Усього     | 46        | 100%     |

## Пам'ятки
Церква Різдва Пресвятої Богородиці споруджена 1937 року за проектом Льва Левинського. Дерев'яна, хрещата у плані, одноверха. Нава увінчана восьмериком із банею. Бабинець оперезаний аркадою.
Неподалік від села розташоване заповідне урочище «Борове».